# Nick Cassidy
Nick Cassidy (ur. 19 sierpnia 1994 w Auckland) – nowozelandzki kierowca wyścigowy.

## Życiorys

### Początki
Cassidy karierę rozpoczął w roku 2000, od startów w kartingu. W 2008 roku zadebiutował w serii wyścigów samochodów jednomiejscowych – zimowej edycji Formuły Pierwsze Manfeild. Już w pierwszym podejściu sięgnął w niej po tytuł mistrzowski. Rok później został wicemistrzem nowozelandzkiego odpowiednika tego serialu, natomiast w sezonie 2010 ten sam sukces powtórzył w Nowozelandzkiej Formule Ford.

### Toyota Racing Series
W roku 2011 sięgnął po tytuł wicemistrzowski w serii Toyota Racing. Cassidy siedmiokrotnie stawał na podium, w tym dwukrotnie na najwyższym stopniu. W tym samym sezonie zaliczył również gościnny występ w Formule Abarth oraz Formule ADAC Masters.
W drugim podejściu w serii Toyota Racing, Nowozelandczyk okazał się najlepszy. Cassidy dziesięciokrotnie plasował się w czołowej trójce, z czego pięciokrotnie zwyciężał. Na dodatek zwyciężył także w Grand Prix Nowej Zelandii. Sukces powtórzył także w sezonie 2013. Nowozelandczyk dziesięciokrotnie meldował się na podium, w tym dwukrotnie na jego najwyższym stopniu. Ani razu nie startował z pole position, jednak aż sześciokrotnie uzyskiwał najszybsze okrążenie wyścigu.
W sezonie 2014 zaliczył występ tylko w ostatniej rundzie, na torze Manfeild Autocourse. Potwierdził klasę, uzyskując w obu sesjach kwalifikacyjnych najlepszy czas. Przez problemy techniczne nie wystartował jednak w pierwszym wyścigu. W drugim, startując z końca stawki, przebił się na ósmą lokatę. W trzecim starcie już nie miał żadnych kłopotów i pewnie zwyciężył.
W przerwie zimowej sezonów 2014 i 2015 Cassidy wystartował w dwóch eliminacjach Mistrzostw Toyoty Finance 86. W ekipie Neale Motorsport wszystkie sześć wyścigów zakończył w czołowej trójce, w tym trzykrotnie na pierwszej lokacie. Na torze Teretonga Park startował z pole position. Łącznie czterokrotnie wykręcił najszybszy czas wyścigu.

### Formuła Renault
W roku 2012 zadebiutował w Formule Renault 2.0 Eurocup. Reprezentował ekipę Fortec Motorsport w pierwszych trzech rundach. Starty w europejskiej serii nie wypadły najlepiej – tylko w jednym wyścigu Nowozelandczyk sięgnął po punkty, zajmując szóstą lokatę na hiszpańskim torze Alcaniz. Ostatecznie został sklasyfikowany na 24. miejscu.
W sezonie 2013 wziął udział tylko w jednej eliminacji. W zespole Adriana Vallesa, na torze w Alcaniz, rywalizację zakończył na samym końcu stawki.
W roku 2014 wziął udział w dziesięciu wyścigach. Nawiązał współpracę z fińskim teamem Koiranen GP. Podczas gdy jego zespołowy partner, Holender Nyck de Vries, walczył o tytuł mistrzowski, Nowozelandczyk nie zdobywał punkty. Przełom nastąpił na torze Nürburgring, gdzie dojechał na ósmej i piątej lokacie. Na Hungaroringu w pierwszym starcie był dziesiąty, natomiast drugiego nie ukończył. W ostatnich dwóch rundach zastąpił go Chińczyk Hongli Ye. Zdobyte punkty sklasyfikowały go na 18. miejscu. Wystartował także z „dziką kartą” w Formule Renault 2.0 Alps na torze Imola. Reprezentując ekipę China BRT by JCS, w pierwszym starcie nie dojechał do mety, natomiast w drugim był trzydziesty.

### Formuła 3
W sezonie 2013 zadebiutował w Europejskiej Formule 3. Zaliczył udział w dwóch rundach – w pierwszej reprezentował Eurointernational (na Norisringu), natomiast w drugiej Carlina (na Hockenheimringu). Najwyższą pozycją, jaką zajął, było dwukrotnie jedenaste miejsce.
W 2014 roku wziął udział w dwóch ostatnich rundach sezonu – na Imoli i Hockenheimringu. Reprezentując ekipę ThreeBond, najlepszy występ odnotował w pierwszym starcie, w którym ponownie był jedenasty. Przełomowy wynik dla kariery w F3 miał miejsce jednak w prestiżowym wyścigu o Grand Prix Makau – Nowozelandczyk zmagania zakończył na 3. miejscu.
W roku 2015 zaangażował się w Japońską Formułę 3. Reprezentując Petronas Team TOM’S, sięgnął po tytuł mistrzowski po zaciętej walce z Japończykiem Kentą Yamashitą. Nowozelandczyk trzynastokrotnie stawał na podium, z czego siedmiokrotnie na najwyższym jego stopniu. Poza tym siedem razy startował z pole position oraz uzyskał najszybszy czas okrążenia w wyścigu. Poza tym ponownie dwa weekendy w europejskiej edycji F3 – tym razem na torze Algarve oraz Nürburgringu. O ile w pierwszej zdobył tylko dwa punkty za dziewiątą lokatę w trzecim wyścigu, o tyle w drugiej zaliczył przełomowy występ, w którym dwukrotnie stanął na podium, zajmując drugą i trzecią pozycję. Pula 43 punktów sklasyfikowała go na 17. miejscu.

### Formuła E
W sezonie 2020/2021 Nick Cassidy zadebiutował w Formule E. W sezonie tym reprezentował brytyjską ekipę Envision Virgin Racing.

## Wyniki

### Podsumowanie
| Sezon     | Seria                                                  | Zespół                 | Wyścigi | Zwycięstwa | PP | NO | Podium | Punkty | Pozycja |
| --------- | ------------------------------------------------------ | ---------------------- | ------- | ---------- | -- | -- | ------ | ------ | ------- |
| 2008      | Formula First Manfeild Winter Series                   | Sabre Motorsport       | 12      | 3          | 2  | 2  | 9      | 782    | 1       |
| 2008–09   | Formula First New Zealand                              | Sabre Motorsport       | 24      | 8          | 2  | 8  | 16     | 1439   | 2       |
| 2009      | Tony Oliver Contracting Formula Ford NZ Winter Series  |                        | 6       | 3          | 2  | 3  | 3      | 225    | 7       |
| 2009–10   | Weldwell New Zealand Formula First Championship        |                        | 3       | 1          | 1  | 1  | 3      | 195    | 26      |
| 2009–10   | Western Springs Speedway – F2 Midgets                  | HLR Racing             | 8       | 7          | 0  | 7  | 8      | 290    | 1       |
| 2009–10   | ZOAGN NZ Formula Ford Championship                     | BNT/Fuchs Motorsport   | 18      | 8          | 3  | 5  | 14     | 1090   | 2       |
| 2010      | Australian Formula Ford championship                   | Evans Motorsport Group | 3       | 0          | 0  | 0  | 1      | 26     | 15      |
| 2010–11   | Western Springs Speedway – Midgets                     | HLR Racing             | 3       | 0          | 0  | 0  | 1      | 36     | 20      |
| 2010–11   | Western Springs Speedway – International Midget Series | HLR Racing             | 4       | 0          | 0  | 0  | 0      | 25     | 14      |
| 2011      | Australian Formula Ford Championship                   | Evans Motorsport Group | 2       | 0          | 0  | 0  | 1      | 22     | 14      |
| 2011      | Europejska Formuła Abarth                              | Composit Motorsport    | 2       | 0          | 0  | 0  | 0      | 4      | 22      |
| 2011      | Włoska Formuła Abarth                                  | Composit Motorsport    | 2       | 0          | 0  | 0  | 0      | 6      | 17      |
| 2011      | Formuła ADAC Master                                    | ma-con Motorsport      | 3       | 0          | 0  | 0  | 0      | 8      | 22      |
| 2011      | Toyota Racing Series                                   | Giles Motorsport       | 15      | 2          | 1  | 3  | 7      | 805    | 2       |
| 2011      | Fujitsu V8 Supercar Series                             | Greg Murphy Racing     | 5       | 0          | 0  | 0  | 0      | 153    | 31      |
| 2012      | Toyota Racing Series                                   | Giles Motorsport       | 14      | 4          | 0  | 3  | 9      | 914    | 1       |
| 2012      | Europejski Puchar Formuły Renault 2.0                  | Fortec Motorsport      | 3       | 0          | 0  | 0  | 0      | 8      | 14      |
| 2013      | Toyota Racing Series                                   | M2 Competition         | 15      | 2          | 0  | 6  | 10     | 915    | 1       |
| 2013      | Europejski Puchar Formuły Renault 2.0                  | AV Formula             | 2       | 0          | 0  | 0  | 0      | 0      | NS†     |
| 2013      | Europejska Formuła 3                                   | EuroInternational      | 6       | 0          | 0  | 0  | 0      | 0      | NS†     |
| 2013      | Europejska Formuła 3                                   | Carlin                 | 6       | 0          | 0  | 0  | 0      | 0      | NS†     |
| 2013/2014 | New Zealand Sports Car Series                          |                        | 4       | 3          | 1  | 3  | 4      | 0      | NS      |
| 2014      | Europejski Puchar Formuły Renault 2.0                  | Koiranen GP            | 10      | 0          | 0  | 0  | 0      | 20     | 18      |
| 2014      | Toyota Racing Series                                   | Neale Motorsport       | 2       | 1          | 2  | 1  | 1      | 91     | 24      |
| 2014      | Europejska Formuła 3                                   | ThreeBond with T-Sport | 6       | 0          | 0  | 0  | 0      | 0      | NS†     |
| 2014      | Alpejska Formuła Renault 2.0                           | China BRT by JCS Team  | 2       | 0          | 0  | 0  | 0      | 0      | NS      |
| 2014      | Grand Prix Makau                                       | ThreeBond with T-Sport | 1       | 0          | 0  | 0  | 1      | N/A    | 3       |

† – Cassidy nie był zaliczany do klasyfikacji